# بورجو اوزبرک
بورجو اوزبرک (ترکی استانبولی: Burcu Özberk؛ زاده ۱۱ دسامبر ۱۹۸۹ در اسکی‌شهر) بازیگر اهل ترکیه است. از فیلم‌ها یا برنامه‌های تلویزیونی که وی در آن نقش داشته است می‌توان به حریم سلطان، دختران آفتاب ، خانواده شیرم، عشق تجملاتی و عشق منطق انتقام اشاره کرد.
بورجو در سریال حریم سلطان با آراس بولوت اینملی پارتنر بود، در سریال دختران آفتاب با برک آتان پارتنر بود، در سریال خانواده شیرم با آکین آکینوزو پارنتر بود، در سریال عشق تجملاتی با چاعلار ارطغرل پارتنر بود و همچنین در سریال  عشق منطق انتقام با ایلهان شن پارتنر بوده است. اوزبرک بازیگر سرشناس و موفق ترکیه است. او در سریال‌های بسیار موفقی بازی کرده است.

## زندگی‌نامه
اوزبرک متولد ۱۱ دسامبر ۱۹۸۹ (۲۰ آذر ۱۳۶۸) در اسکی شهر است.
او فارغ‌التحصیل رشته‌ی کنسرواتوار تئاتر از دانشگاه حاجت‌تپه است. او یک خواهر به اسم بشری و دو خواهرزاده به نام های‌جان و هافسا دارد. در مورد زندگی خصوصی بورجو اوزبرک می‌توان به علاقه او به حیوانات اشاره کرد، او دوستدار و حامی حقوق حیوانات بوده و علاقه خاصی به گربه‌ها دارد. در مدت زمان تحصیل در دانشگاه و بعد از آن سال‌ها تئاتر بازی کرده و نیز همراه استادش اردال بشیکچی‌اوغلو فعالیت‌ داشته است.

## فیلم‌شناسی
| سینما            | سینما                 | سینما                  | سینما          | سینما                          |
| سال              | عنوان                 | نقش                    | توضیحات        | توضیحات                        |
| ---------------- | --------------------- | ---------------------- | -------------- | ------------------------------ |
| ۲۰۱۸             | مقاومت کاراتای        | ترکان خاتون            | نقش اصلی       | نقش اصلی                       |
| اینترنت          |                       |                        |                |                                |
| سال              | عنوان                 | نقش                    | پلتفرم         | توضیحات                        |
| ۲۰۲۳             | توی خوابت ببینی       | پلین                   | آمازون پرایم   | نقش اصلی                       |
| مجموعه تلویزیونی |                       |                        |                |                                |
| سال              | عنوان                 | نقش                    | کانال تلویزیون | توضیحات                        |
| ۲۰۱۳-۲۰۱۴        | حریم سلطان            | حوری‌جهان سلطان         | استار تی‌وی     | نقش مکمل                       |
| ۲۰۱۵-۲۰۱۶        | دختران آفتاب          | نازلی ییلماز           | کانال د        | نقش اصلی                       |
| ۲۰۱۶             | داماد معرکه           | ملکه ساغلام            | استار تی‌وی     | نقش اصلی                       |
| ۲۰۱۷             | عشق حرف حالیش نمیشه   | پیریل                  | شو تی‌وی        | بازیگر میهمان                  |
| ۲۰۱۷             | بادام شکری            | عایشه ساریلار          | فاکس (ترکیه)   | نقش اصلی (فیلم تلویزیونی)      |
| ۲۰۱۷-۲۰۱۸        | خانواده شیرم          | بورجو الگون            | تی‌آر‌تی ۱       | نقش اصلی                       |
| ۲۰۱۹-۲۰۲۰        | عشق تجملاتی           | عایشه اوزکایالی ییعیتر | کانال د        | نقش اصلی                       |
| ۲۰۲۰             | دوران کودکی           | عایشه‌گل اسن            | فاکس (ترکیه)   | نقش اصلی                       |
| ۲۰۲۱             | عشق منطق انتقام       | اسرا ارتن کورفالی      | فاکس (ترکیه)   | نقش اصلی                       |
| ۲۰۲۲             | خواننده نقابدار ترکیه | آهو                    | فاکس (ترکیه)   | شرکت کننده در مسابقه تلویزیونی |
| ۲۰۲۳             | ملکه                  | دنیز آکچا              | کانال د        | نقش اصلی                       |
| ۲۰۲۳             | روحت باخبر نمیشه      | اجه چتینل              | فاکس           | نقش اصلی                       |

| ۲۰۱۵      | کوکاکولا |  |
| ۲۰۱۵-۲۰۱۶ | میرندا   |  |
| ۲۰۲۰-۲۰۲۲ | آرکو     |  |